# Friedrich Ernst Roessler
Friedrich Ernst Roessler (* 25. November 1813 in Darmstadt; † 9. Oktober 1883 in Frankfurt am Main) war ein deutscher Münzbeamter und Unternehmer.

## Leben
Roessler wurde bei seinem Vater Johann Hektor Rößler in dessen mechanischer Werkstatt in der Münze in Darmstadt ausgebildet und besuchte in der Folgezeit die bayerische Münze in München, die österreichische in Wien, und die des Königreichs Württemberg in Stuttgart sowie die Badische Münzanstalt in Karlsruhe. 1838 kehrte er nach Darmstadt zurück und wurde 1838 vorläufig als Münzbeamter für den Neubau und die Einrichtung der Frankfurter Münze eingestellt, die im September 1840 eingeweiht wurde. Es folgte 1841 aufgrund seiner erbrachten Leistungen seine Ernennung zum ersten Münzbeamten und Münzwardein der Münze Frankfurt am Main. Diese Tätigkeit übte er bis 1873 aus. Die Münze selbst bestand weiter bis zum Jahre 1879.
Neben seiner Tätigkeit für die städtische Münze betrieb Friedrich Ernst Roessler seit 1843 auf einem gemieteten Grundstück eine private Scheideanstalt, die 1860 durch ein chemisch-technisches Labor ergänzt wurde. Im gleichen Jahr firmierte das Labor als Hector Roessler Chemisch-technisches Laboratorium.
Nach der Preußischen Annexion der Freien Stadt Frankfurt 1866 wurde die staatliche Scheiderei von der Frankfurter Münze getrennt. Seit 1868 nannte sie sich Friedrich Roessler Söhne und wurde 1873 zur Deutsche Gold- und Silber-Scheideanstalt (Degussa AG) mit Sitz in Frankfurt am Main. Diese stellte in der Folge das gesamte Schmelzgut in Form von Barren und Schrötlingen für sämtliche Münzen des Deutschen Reiches her. Heute firmiert sie als Evonik Industries AG. Der Hauptsitz der Degussa lag von 1873 bis 2010 am Mainufer in der Frankfurter Altstadt.
Roessler starb im Jahre 1883 in Frankfurt am Main. Er wurde auf dem Hauptfriedhof Gewann F, An der Mauer 444 bestattet. Seine Söhne führten die Geschäfte der Degussa in Frankfurt am Main, im Deutschen Reich und international fort. 
Die von der Degussa angelegte Sammlung von deutschen Münzen aus der Zeit seit 1871 in Edelmetall ist seit 2003 als Dauerleihgabe des Unternehmens im Historischen Museum der Stadt in einem umschlossenen Raum zu sehen.

## Kinder
- Hector Roessler (1842–1915), Chemiker in Frankfurt am Main
- Johann Heinrich Roessler (1845–1924), Chemiker und Unternehmer in Frankfurt am Main
- Julius Roessler (1848–1913), Kaufmann in Frankfurt am Main und ab 1887 in Berlin
- Philipp Bernhard Roessler (1849–1920), Kaufmann in Berlin
- Ludwig (Louis) Roessler (1850–1910), Kaufmann in Wien
- Franz Xaver Roessler (1856–1926), Chemiker in Berlin und ab 1882 in der Niederlassung der Degussa in New York City
- Abraham Robert Roessler (1863–1945), Baumeister in Preußen

### Enkel
- Fritz Roessler (1870–1937), Industrieller und Stadtrat in Frankfurt am Main